# Regiones históricas de Eslovenia
| Regiones históricas de Eslovenia: 1. Litoral 2. Carniola 2a. Alta Carniola 2b. Carniola Interior 2c. Baja Carniola y Carniola Blanca 3. Carintia 4. Baja Estiria 5. Transmurania |

Eslovenia se compone de diferentes territorios, cuyo origen se remonta en su mayor parte a los pasos del sur del Sacro Imperio Romano Germánico establecido durante el siglo X. Esta división es, por tanto, fruto de la organización imperial, feudal pero también cultural y social debido a la importante mezcla de poblaciones y cambios de soberanía que ha experimentado esta parte de Europa. Es posible identificar cinco regiones históricas, aunque cabe señalar que los 210 municipios de Eslovenia son las únicas divisiones administrativas del estado hasta la fecha. Además de estas, también están las doce regiones estadísticas de Eslovenia.
Desde que Eslovenia obtuvo su independencia de Yugoslavia el 25 de junio de 1991, la estructura en regiones históricas hace parte de los territorios hereditarios de los Habsburgo dentro de Austria-Hungría: el ducado de Carniola, el litoral austríaco (la marca de Istria y el condado de Gorizia-Gradisca), así como las partes eslovenas de Carintia, Estiria y Hungría. Estos viejos países dan a gran parte de la población el sentimiento de pertenencia a una identidad local.

## Lista
Las regiones históricas son:
| Mapa | Región                         | Capital           | Región estadística                                                    |
| ---- | ------------------------------ | ----------------- | --------------------------------------------------------------------- |
|      | Litoral (Primorska)            | Nova Gorica       | Gorizia (parte) Litoral-Karst                                         |
|      | Alta Carniola (Gorenjska)      | Kranj             | Alta Carniola Eslovenia Central (parte)                               |
|      | Carniola Interior (Notranjska) | Postojna          | Gorizia (parte) Litoral-Carniola Interior Eslovenia Central (parte)   |
|      | Baja Carniola (Dolenjska)      | Novo Mesto        | Eslovenia Suroriental Eslovenia Central (parte)                       |
|      | Carintia (Koroška)             | Ravne na Koroškem | Carintia (parte)                                                      |
|      | Baja Estiria (Štajerska)       | Maribor           | Carintia (parte) Murania (parte) Drava Bajo Sava Sava Central Savinia |
|      | Transmurania (Prekmurje)       | Murska Sobota     | Murania (parte)                                                       |

Alta Carniola, Carniola Interior y Baja Carniola forman la provincia histórica de Carniola, cuya capital, Liubliana, se encuentra en el punto de encuentro entre estas tres provincias.
Los límites de las provincias no están claros, tanto es así que algunos municipios pueden incluirse indistintamente en una región u otra dependiendo de dónde se encuentre.